# Pölsa

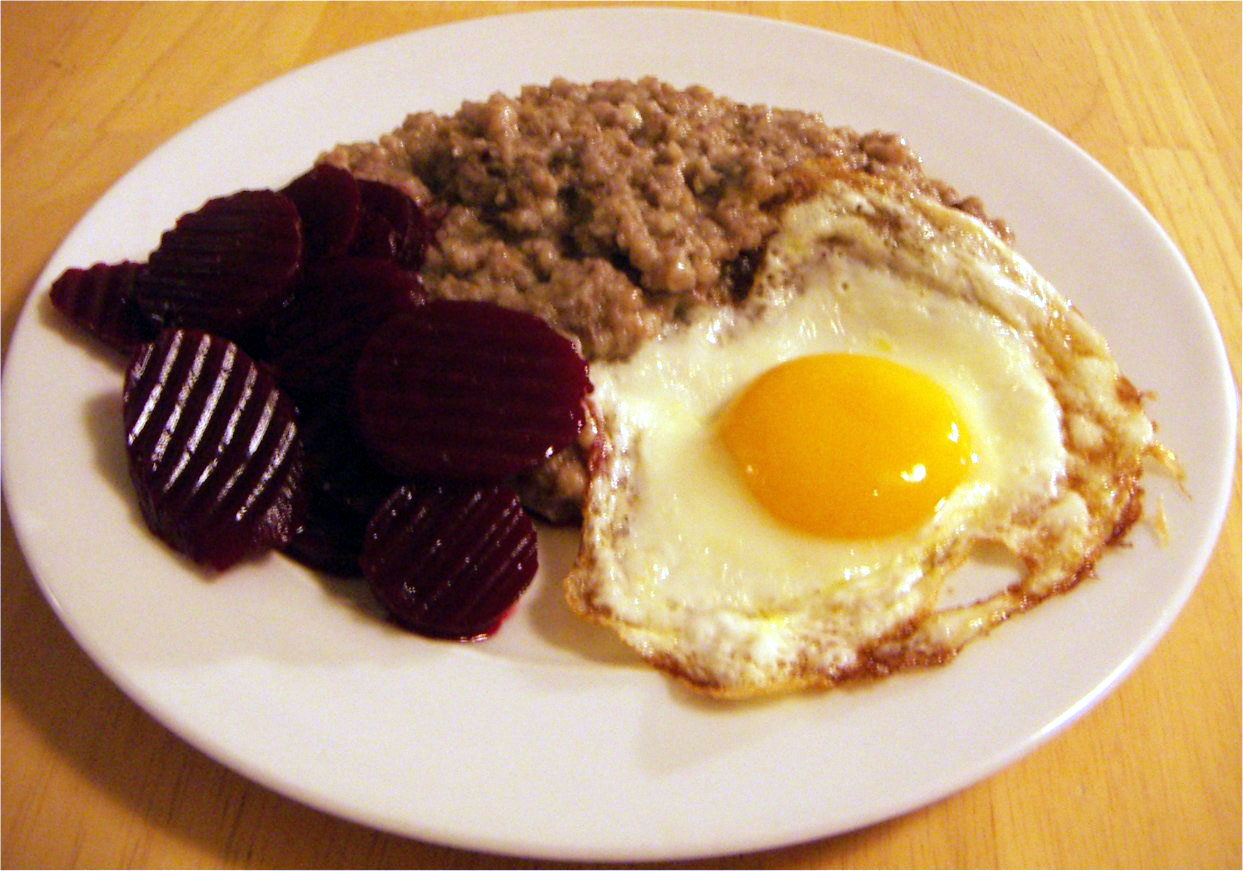
Pölsa servido en plato.

Pölsa es un plato tradicional de la cocina sueca, se trata de un plato elaborado con vísceras muy similar a los haggis escoceses y los scrapple. 

## Características
Los principales ingredientes son carne picada de ternera, hígado, corazón, cebollas, y granos de centeno, todo ello bien mezclado en una pasta a la que se le añaden especias tales como pimienta negra y mejorana. Se sirve generalmente con patatas fritas, colinabo, remolacha y se acompaña de huevo frito.

## Curiosidades
Se suele confundir en los países del norte de Europa generalmente con la salchicha noruega y danesa denominada pølsa debido a su similitud en la pronunciación, pero ambos platos no tienen nada que ver y su composición es completamente distinta.